# 1749 en architecture
| Années de l'architecture : 1746 - 1747 - 1748 - 1749 - 1750 - 1751 - 1752    |
| Décennies de l'architecture : 1710 - 1720 - 1730 - 1740 - 1750 - 1760 - 1770 |

Cet article présente les faits marquants de l'année 1749 en architecture.

## Réalisations
- Escalier du roi à Fontainebleau, réalisé dans le style rocaille (rococo).
- Début de la construction de l'église jésuite à Lierre en Belgique.

## Événements
- x

## Récompenses
- Prix de Rome (sujet : un temple à la paix) : François Dominique Barreau de Chefdeville, premier prix ; Julien-David Le Roy, deuxième prix ; Pierre-Louis Moreau-Desproux, troisième prix.

## Décès
- x